# Омблиер
Омблие́р (фр. Homblières) — коммуна во Франции, находится в регионе Пикардия. Департамент коммуны — Эна. Входит в состав кантона Сен-Кантен-3. Округ коммуны — Сен-Кантен.
Код INSEE коммуны — 02383.

## Население
Население коммуны на 2010 год составляло 1471 человек.
| 1962 | 1968 | 1975 | 1982 | 1990 | 1999 | 2010 |
| ---- | ---- | ---- | ---- | ---- | ---- | ---- |
| 820  | 891  | 915  | 1223 | 1495 | 1462 | 1471 |

## Экономика
В 2010 году среди 992 человек трудоспособного возраста (15—64 лет) 711 были экономически активными, 281 — неактивными (показатель активности — 71,7 %, в 1999 году было 71,8 %). Из 711 активных жителей работали 633 человека (326 мужчин и 307 женщин), безработных было 78 (45 мужчин и 33 женщины). Среди 281 неактивных 96 человек были учениками или студентами, 102 — пенсионерами, 83 были неактивными по другим причинам.